# 李柱烈

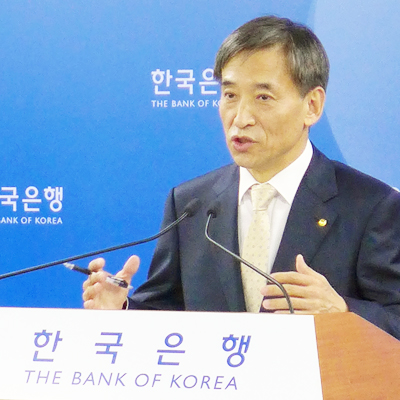
李柱烈（2014年）

李 柱烈（イ・ジュヨル、이주열，1952年7月24日 - ）は、第25代韓国銀行総裁。江原道旌善郡出身。本貫は徳水李氏。
2014年4月に韓国銀行総裁に就任。

## 日韓通貨スワップに関する言動
2015年2月23日に、日韓通貨スワップが終了する時点では、「安定的な金融市場の状況と堅実なマクロ経済の環境を勘案した際、延長の必要性は大きくないと判断した」と論評し、この時点では通貨スワップの必要性を認めていなかった。
2018年に入ると徐々に必要性に言及するようになり、同年5月、第21回ASEAN+3財務相・中央銀行総裁会議（フィリピン）に出席した際には、「（日韓通貨スワップ協議は）政治的理由で中断されたが、韓中通貨スワップも延長合意したので自然に話し合いができるものと考えている」と発言したほか、同年9月には国会の答弁の中で「日本の場合、いくらでも再開できる可能性があるが、まだ条件は整っていないと判断する」と発言するなどスタンスを変えつつある。